# Tom Ilube

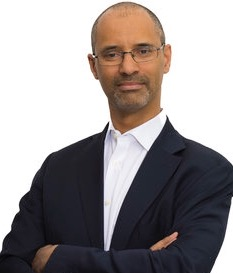
Tom Ilube (2016)

Thomas Segun Ilube, CBE, (* Juli 1963 in Richmond (London), England) ist ein britischer Unternehmer, Experte für Cybersicherheit, Aktivist für Mädchenbildung und Philanthrop. Er stand an erster Position der Powerlist 2017, einer jährlichen Liste der 100 mächtigsten Personen afrikanischer oder afro-karibischer Abstammung im Vereinigten Königreich.

## Ausbildung und berufliche Karriere
Ilube wurde als Sohn einer nigerianischen Vaters und einer englischen Mutter in Großbritannien geboren. Im Alter von sieben Jahren zog er mit seiner Familie nach Kampala (Uganda), wo sein Vater als Fernsehingenieur für die BBC tätig war. Später besuchte er die High School in Großbritannien und das Edo College in Benin City in Nigeria. Dort erwarb er an der University of Benin einen Bachelor-Abschluss in Physik und anschließend an der Cass Business School in London einen Master-Abschluss in Betriebswirtschaft.
Im Jahr 2005 war er Mitbegründer von Garlik, einer Online-Identitätsfirma, die 2011 an den globalen Anbieter von Informationsdienstleistungen Experian verkauft wurde. Ilube war Chief Information Officer (CIO) der ehemaligen Internetbank Egg. Er gründete im Jahr 2011 die Hammersmith Academy, eine staatliche koedukative Sekundarschule für 11- bis 18-Jährige im Londoner Stadtteil Hammersmith, die sich auf kreative und digitale Medien und Informationstechnologie spezialisiert hat und „zu den innovativsten Technologieschulen Großbritanniens zählt“. In seiner Zeit als Geschäftsführer für Verbrauchermärkte bei der CallCredit Information Group gründete er den Kreditauskunftsdienst Noodle. Ilube gehört seit April 2017 als non-executive director dem Board of Directors der BBC an. Im Jahr 2018 wurde er zum Advisory Fellow des St Anne’s College in Oxford gewählt. Er ist Gründer und CEO der Crossword Cybersecurity plc, die im Dezember 2018 zum Börsensegment Alternative Investment Market (AIM) der Londoner Börse London Stock Exchange zugelassen wurde.

## Gesellschaftliches Engagement
Ilube ist Vorsitzender und Gründer der African Gifted Foundation, einer britischen Wohltätigkeitsorganisation, die auf Wissenschaft und Technologie in Afrika fokussiert ist und 2016 die African Science Academy (ASA) ins Leben rief, Afrikas erste Akademie für Naturwissenschaften und Mathematik ausschließlich für Mädchen mit Sitz in der ghanaischen Hauptstadt Accra. Er war Vorsitzender des Ada. National College for Digital Skills, das 2016 als erstes völlig neues Weiterbildungscollege seit 23 Jahren in Großbritannien gegründet wurde. Ilube stellte für vier Jahre im Voraus die Preisgelder für die Nommo Awards for African science fiction and speculative fiction zur Verfügung.

## Auszeichnungen und Ehrungen
Die University of Wolverhampton verlieh Ilube im Jahr 2005 die Ehrendoktorwürde. Im Jahr 2014 war er der erste Empfänger des Jubiläumspreises "Root and Branch" des City Livery Clubs, der durch Prinzessin Anne überreicht wurde. Im Oktober 2016 wurde Ilube als die einflussreichste schwarze Person in Großbritannien bezeichnet, nachdem er die jährliche Liste der 100 mächtigsten Personen in Großbritannien mit afrikanischem oder afro-karibischem Hintergrund angeführt hatte. Das Magazin New African führte Ilube als eine der einflussreichsten Personen Afrikas im Jahr 2017 auf. Im selben Jahr wurde er mit dem Beacon Award for Innovation in Philanthropy geehrt. Für seine Verdienste um Technologie und Philanthropie wurde Ilube anlässlich der jährlichen Birthday Honours im Jahr 2018 zum Commander of the Order of the British Empire (CBE) ernannt, und ihm wurde die Ehrendoktorwürde der City, University of London verliehen.